# Gollum (género)
Gollum es un género de elasmobranquios Carcharhiniformes de la familia Pseudotriakidae, nativo del sudoeste Océano Pacífico. El género fue descrito en 1973 por el biólogo Leonard Compagno, que lo llamó como el personaje Gollum de J. R. R. Tolkien.[cita requerida]

## Especies
Incluye un total de dos especies descritas:
- Gollum attenuatus (Garrick, 1954)[3]
- Gollum suluensis (Last & Gaudiano, 2011)[4]